# マイティ・モーフィン・パワーレンジャーの登場モンスター (シーズン3)
マイティ・モーフィン・パワーレンジャーの登場モンスター（マイティ・モーフィン・パワーレンジャーのとうじょうモンスター）では、「スーパー戦隊シリーズ」を海外向けにしたアメリカ合衆国の特撮テレビドラマ『マイティ・モーフィン・パワーレンジャー』のシーズン3（第113話から第155話まで）に登場する架空のモンスターについて述べる。
並び順は基本的に登場話数順。おもに『忍者戦隊カクレンジャー』に登場する妖怪がベースとなっている。
シーズン3のモンスターはフィニスターが粘土から生み出すこともあれば、ロード・ゼッド、リタが器物や生物に魔法をかけて生み出すこともあり、カタストロフィやマーヴォ・ザ・ミニのように人間をモンスターに変えることもある。ブルー・グローバーのようにマスター・ヴァイルが生み出したモンスターも存在し、宇宙から呼び出された者もいる。ゼッドとリタの杖から発せられる光線を浴びて巨大化する。

## モンスターリスト
声優は特記のない限り再登場した際も同じ。
プラグ・セントリー(Plague Sentry)
- 初登場話 - 「A Friend In Need Part II」
- 原作での名称 - ガイナギスカン（仮面ライダーBLACK RX）
- 声 - トム・ワイナー
- 身長 - 6フィート5インチ
- 体重 - 220ポンド

プラグ・パトロールの指揮官。経験豊富な戦士であり騎手。ドレゴン伯爵に抵抗するレジスタンスの探索を行っていた。3体のプラグ・パトロールとコックウォートを率いてパワーレンジャーとライダーを倒すために送り込まれるが、自身は戦闘には参加しない。『マスクド・ライダー』にも登場し、毒ガス採掘場で奴隷の監視をする。
プラグ・パトロール(Plague Patrol)
- 初登場話 - 「A Friend In Need Part II」

ドレゴン伯爵配下のバウンティーハンター。プラグ・セントリーと共に3体がパワーレンジャーとライダーを倒すために送り込まれるが、パワーレンジャーとライダーの力に恐れをなして退却する。『マスクド・ライダー』にも登場し、プラグ・セントリーとともに行動する。3体のデザインはそれぞれ異なっている。
プラグパトロール1
- 声 - スコット・ページ＝パグター、リチャード・ジョージ（『マスクド・ライダー』）

主にレッドレンジャーと戦った。
- スーツはスコルピーナ怪人体の改造、右腕は『忍者戦隊カクレンジャー』に登場するバケネコの流用。

プラグパトロール2
- 声 - ジミー・セオドア

右腕に装備した鎌が武器。主にブラック・ブルー・イエローレンジャーと戦う。
- スーツは『五星戦隊ダイレンジャー』に登場する参謀長嘉挧の改造、右腕は『忍者戦隊カクレンジャー』に登場するカマイタチの流用、首飾りはノームの流用。

プラグパトロール3
- 声 - オリヴァー・ページ

右腕に装備した円形ノコギリが武器。おもにホワイトレンジャーと戦う。
- スーツは『五星戦隊ダイレンジャー』に登場する鉄面臂張遼の改造、右腕はシュテンドウジ兄（強化）の流用。

コークウォート(Cogwarts)
- 初登場話 - 「A Friend In Need Part II」
- 原作での名称 - キュルキュルテン（『仮面ライダーBLACK RX』）

プラグ・パトロールを援護するために送り込まれたモンスター。3体が登場するが、全てライダーのエレクトロ・サーベルによって倒される。
リペレトー(Repellator)
- 初登場話 - 「A Friend In Need Part II」
- 声 - ケン・メルクス

パワーレンジャーが惑星エデノイにいる間に地球を征服するためにフィニスターによって作成されたモンスターで、緑色の光線を放つ。地球を攻撃するがキンバリーが風邪を引いて地球に残っていたために彼女と戦闘になる。だが、キンバリーの風邪をうつされ退却。月に戻ると体調が回復するまで休んでいろと命じられるが、ピンクレンジャーを倒すまで休めないと主張。風邪薬を飲んで地球に戻る。巨大化して暴れるがすでに他のレンジャーたちは地球に帰還しており、サンダーゾードに倒される。
- スーツはシルバーホーンを緑色に塗り替えて舌を追加したもの。

バンパイアラス(Vampirus)
- 初登場話 - 「Ninja Quest Part IV」
- 原作での名称 - バクキ
- 声 - マイケル・ソリッチ

リトが持ってきた卵から生まれたモンスター。戦闘能力は高く、剣を武器として他者を異次元に拉致する力を持っている。卵の状態のままパワー神殿に送り込まれてニンジャーを襲撃し、戦って巨大化。ニンジャーと対決して善戦し、罵詈雑言を浴びせるが、その怒りでバトルモードになったニンジャーとニンジャメガファルコンゾードに倒される。第134話では再生して登場するが、ビリーとアダムのシャークサイクルの体当たりを受けて倒される。『パワーレンジャー・ジオ』ではマシン・エンパイアの部下として再生される。『パワーレンジャー・イン・スペース』の最終決戦ではリタとゼッドの部下としてバイカ星を襲う。
- 玩具 - 5.5インチのアクションフィギュアが1995年に発売された。

アーティスモール(Artistmole)
- 初登場話 - 「A Brush With Destiny」
- 原作での名称 - ムジナ

キンバリーの悪夢に登場したモンスターが実体化して生まれた。巨大な筆から破壊光線を発射する。攻撃を無効化することもできる。他者から色を奪うことで、その者の命を奪うことができる。キンバリーの活躍により色を奪われたレンジャーとニンジャーは元に戻る。巨大化して戦い、倒される。第134話では再生して登場するが、アイーシャのシャークサイクルの体当たりを受けて倒される。『パワーレンジャー・ジオ』ではマシン・エンパイアの部下として再生して登場。
ランテーラ(Lanterra)
- 初登場話 - 「Passing The Lantern」
- 原作での名称 - チョウチンコゾウ
- 声 - マイク・レイノルズ、ブライアン・タハッシュ（再生）

アダムの提灯から生み出されたモンスター。口から破壊光線を放つ。アダムに倒されて巨大化。剣を持って暴れるが、ニンジャメガゾードとニンジャーに倒される。第146話では再生し、マスター・ヴァイルの地球征服作戦に参加を希望する。『パワーレンジャー・ジオ』ではマシン・エンパイアの部下として再生し、『パワーレンジャー・ロスト・ギャラクシー』では別個体がオニックス星の競売所にいる。
マーヴォ・ザ・ミニ(Marvo the Meanie)
- 初登場話 - 「Wizard For A Day」
- 原作での名称 - アマノジャク
- 声 - ロバート・ザハル

リトがゼッドの杖を使って高校教師ウィルトン（演 - ロバート・ザハル）をモンスターに変えた姿。本来はレンジャーたちをモンスターに変えるつもりだったが、杖の向きを間違えたため、ウィルトンがモンスターになる。他者をビンに入った液体に変える光線を放つ力を持ち、ロッキーを除いたレンジャーを液体に変える。しかし、液体になったレンジャーたちはアルファ5により元に戻ったため、リトによって巨大化するが、ロッキーの操縦するレッドエイプゾードに倒され、元のウィルトンに戻る。『パワーレンジャー・ジオ』ではマシン・エンパイアの部下として別個体が登場し、『パワーレンジャー・ロスト・ギャラクシー』では別個体がオニックス星の競売所にいる。
センチバック(Centiback)
- 初登場話 - 「Fourth Down And Long」
- 原作での名称 - オオムカデ
- 声 - ブラッド・オーチャード

フィニスターの持っていたムカデ型の特殊な模型とアメリカンフットボールのボールが偶然合体して生まれたモンスターで、戦闘はアメフト風に行う。相手にボールを投げつけ、受けた者をボールに変える力を持つ。その力を使い、ロッキーを除いたレンジャー、バルクとスカル、ロッキーのおじをボールに変える。しかし、ボールを特殊な容器で受け止められ、ボールに変えられた者たちにぶつけると彼らは元に戻る。ロッキーとニンジャーによりボールになった者たちは元に戻る。巨大化するが、ニンジャーとニンジャメガゾードによって倒される。『パワーレンジャー・ジオ』ではマシン・エンパイアの部下として再生。
ヘイト・マスター(Hate Master)
- 初登場話 - 「Stop the Hate Master Part I」
- 原作での名称 - ヌエ
- 声 - マイケル・ソリッチ

フィニスターが作った種にゼッドとリタが魔力を送って生み出したモンスター。ヒップホッパーのように喋る。正義の心を消し去る赤い塵を放ち、レンジャーたちから正義の心を消すが、強い精神力により塵の魔力に打ち勝ったアイーシャによって塵の効果は消える。巨大化するが、タイタヌスとニンジャゾードの連続攻撃を受けて倒される。
フェイス・スティーラー(Face Stealer)
- 初登場話 - 「Final Face-Off」
- 原作での名称 - ヌッペフホフ
- 声 - スコット・ページ＝パグター

博物館に展示されている5000年前の壷の中に封印されていたモンスター。リトが壷を盗み出して解放する。他者の顔を奪う力を持つ。その力を使い、バルク・スカル・アイーシャ・アダムの顔を奪う。しかし、彼の力を無効化する古代のマスクの力によって奪われた顔は元の人々の顔に戻る。巨大化するがニンジャウルトラゾードに倒され、再び封印される。
ミスチーフ(Miss Chief)
- 初登場話 - 「The Potion Notion」
- 原作での名称 - カシャ

フィニスターが作成したモンスター。日輪状のカッターに炎を宿らせて攻撃できる他に愛情を操る力を持ち、キンバリーとスカルを恋仲にしたのち、バルクとアイーシャまで恋仲にし、パワーレンジャーの結束を崩そうとする。しかし、この計画はリトが勝手にしていたため、ゴルダーにより中止させられ、フィニスターの作った薬により恋仲になった人々は元に戻る。その後、ゼッドによりパワーレンジャーを倒すために地球に送り込まれ、巨大化するがニンジャメガゾードとニンジャーに倒される。第146話で再生して登場し、マスター・ヴァイルの地球征服作戦に参加を希望する。『パワーレンジャー・イン・スペース』の最終決戦ではリタとゼッドの部下としてバイカ星を襲う。
カタストロフィ(Katastrophe)
- 初登場話 - 「A Ranger Catastrophe Part I」
- 原作での名称 - キュウビノキツネ
- 声 - キャサリン・サザーランド

リタによって洗脳されたキャサリンが変身する猫のモンスターで、剣での攻撃が得意。アダムとビリーを襲撃したあとに巨大化し、レンジャーおよびニンジャーと戦い倒されたのち、彼女はキャサリンに戻るが、彼女の洗脳を解くまでには至らないままとなる。『パワーレンジャー・イン・スペース』の最終決戦に別個体が登場し、ディバトックスの配下として行動する。
ファンゲンシュタイン(Inciserator)
- 初登場話 - 「Changing of the Zords Part II」
- 声 - オリヴァー・ページ、リチャード・エプカー（第142話）

パワーレンジャーの注意を反らすためにゼッドにより生み出されたモンスターで、杖から出す光線が武器。戦闘能力が高く、パワーコインを盗まれ変身できないキンバリーを除いた5人のパワーレンジャーを完全に圧倒するほど。そして、単独行動を取っていたキンバリーがゴルダーによって捕らえられると退却。その後、第142話でモブキャラクターとして再登場。
- スーツは『忍者戦隊カクレンジャー』に登場するシュテンドウジ（兄）の体にヌラリヒョンの頭部と『五星戦隊ダイレンジャー』に登場する鳥カゴ風来坊のマントをつけたもの。

スイー・モンスター(See Monster)
- 初登場話 - 「Changing of the Zords Part III」
- 原作での名称 - モクモクレン
- 声 - ブライアン・タハッシュ

ゼッドがトミーと戦っている間にフィニスターが制作し、リタが送り込むモンスター。肉体の無数の眼から破壊光線を出す。ショーグンゾードがレンジャーたちの手に渡ったため、ゼッドにより巨大化するが倒される。第146話で再生して登場。マスター・ヴァイルの地球征服作戦に参加し、右腕を機銃に変化させてエイリアンレンジャーと戦ったあとに巨大化し、バトルボーグと戦うが、第147話でロングノーズが倒されると姿を消す。
クラビー・キャビー(Crabby Cabbie)
- 初登場話 - 「Follow that Cab!」
- 原作での名称 - オボログルマ
- 声 - マイケル・ソリッチ

タクシーから生まれたモンスター。体内にバルク・スカル・キンバリーを乗せたまま走り回り、シャークサイクルに乗ったレンジャーと激しいレースを繰り広げたのちに巨大化。突進でレッドショーグンゾードを吹き飛ばすが、アルファの装置によって体内にいた3人は脱出し、その装置によってダメージを受けたところをショーグンゾードの回転攻撃によって倒される。第147話で再生して登場。体の上部に機銃を付けてエイリアンレンジャーと戦ったあとに巨大化し、バトルボーグと戦うが、ロングノーズが倒されると姿を消す。
ガベージ・マウス(Garbage Mouth)
- 初登場話 - 「A Different Shade of Pink Part II」
- 原作での名称 - アズキアライ
- 声 - マット・K・ミラー

キャサリンを捕らえるためにフィニスターが製造したモンスター。剣が武器。ごみ箱に変身したり、破壊光線を放つことができる。巨大化して巨大なゴミ箱にショーグンゾードを閉じ込めるが、脱出されて倒される。第147話で再生して登場。マスター・ヴァイルの地球征服作戦に参加し、右腕をスパイクに変化させてエイリアンレンジャーと戦ったあとに巨大化し、バトルボーグと戦うが、ロングノーズが倒されると姿を消す。
レイヴネーター(Ravenator)
- 初登場話 - 「Rita's Pita」
- 原作での名称 - ガキツキ
- 声 - ブラッド・オーチャード

フィニスターが製造したモンスター。リタの魔力で小さくなってトミーの体内に入り込み、彼の食欲を異常に増大させる。アダムたちがご馳走の前でトミーを押さえつけたため、それを食べるために彼の体内から現れる。巨大な口は武器にもなる。巨大化してショーグンゾードと戦い倒される。
ブリック・ブリー(Brick Bully)
- 初登場話 - 「Another Brick In The Wall」
- 原作での名称 - ヌリカベ
- 声 - リチャード・エプカー、ブライアン・タハッシュ（再生）

リタにより生み出された、煉瓦塀のモンスター。エネルギー弾を当てて他者をイメージカラーの煉瓦に変える力を持ち、ビリーとキャサリンを除いたレンジャーを煉瓦にする。ビリーたちがコマンドセンターに戻ると機動性に優れた姿に変身して暴れる。仲間を助けるために現れたビリーと戦って巨大化。伸し掛かりや、壁を自在に出して相手を閉じ込める能力を使いブルーショーグンゾードを閉じ込め、槍を数本投げつけて倒そうとするも失敗。ブルーショーグンゾードに倒され、レンガにされたレンジャーは元に戻る。第146話で第2形態の姿で再生して登場。マスター・ヴァイルの地球征服作戦に参加し、右腕を鉤爪に変化させてエイリアンレンジャーと戦ったあとに巨大化し、バトルボーグと戦うが、第147話でロングノーズが倒されると姿を消す。『パワーレンジャー・ジオ』ではマシン・エンパイアの部下として登場。
シニスター・シミアン(Sinister Simian)
- 初登場話 - 「A Chimp In Charge」
- 原作での名称 - サルガミ
- 声 - ブライアン・シッダール

ゼッドがチンパンジーから生み出したモンスター。正体はキャサリンのおばのペットであるケリー。爆発を発生できる爪や手からの光線でレンジャーたちを苦しめ、さらに巨大化。猿の特性を利用されて隙を突かれブルーショーグンゾードにワクチンを打ち込まれて倒されると元のケリーに戻る。パワーレンジャー・ジオではマシン・エンパイアの部下として別個体が登場し、パワーレンジャー・ロスト・ギャラクシーでは別個体がオニックス星の競売所にいる。
ブルー・グローバー(Blue Globbor)
- 初登場話 - 「Master Vile And The Metallic Armor Part I」
- 原作での名称 - ダラダラ
- 声 - エディ・フライアーソン

マスター・ヴァイルが生み出したモンスター。指から光線を放つ他に他者のパワーを吸収することができる。ニンジャーのパワーを吸収したのちに暴れ、ゾードと戦い追い詰められるとニンジャーの力を使って姿を変える。強化したブルー・グローバーはメタリックアーマーの力も吸収して退却。再び現れた際にはさらに姿を変える。しかし、彼は日光が苦手という弱点があり、そのためマスター・ヴァイルが雨雲を作っていたのだが、それが発覚したためにアルファによって雨雲を取り除かれ、弱体化したところを攻撃され、吸収したパワーは元の場所に戻っていく。マスター・ヴァイルも巨大化して戦闘に参戦。ヴァイルは再び雨雲を作るが、パワーを取り戻したレンジャーたちの敵ではなく、各ゾードとニンジャーの攻撃を受けて倒される。『パワーレンジャー・ジオ』ではマシン・エンパイアの部下として再生。『パワーレンジャー・イン・スペース』の最終決戦ではリタとゼッドの部下としてバイカ星を襲う。
デスコーディア(Dischordia)
- 初登場話 - 「Tha Sound of Dischordia」
- 原作での名称 - ヤマンバ

マスター・ヴァイルの古くからの部下で、オペラ調に喋る。パワーレンジャーを倒すために呼び寄せられる。剣を武器としており、他にも魔法の歌を歌い、歌を聴いたものを操り、躍らせることができる。パワーレンジャーとの戦いでもその力を駆使してレンジャーたちを踊らせ、疲労しきったところを叩こうとするが、レンジャーたちがメタリックアーマーを装着して歌が効かなくなったために巨大化。黒雲から力を得て強力な力でゾードと渡り合うが、合体を解いたファルコンゾードに黒雲を消されて弱体化したところをショーグンウルトラゾードに倒される。『パワーレンジャー・ジオ』ではマシン・エンパイアの部下として再生。
謎のモンスターたち
- 初登場話 - 「Alien Rangers of Aquitar Part I」
- 原作での名称 - ノッペラボウ、ビンボーガミ、ケウケゲン

マスター・ヴァイルの地球征服作戦に参加を希望するモンスターたち。ノッペラボウは『パワーレンジャー・イン・スペース』の最終決戦に2体登場し、それぞれ、リタとゼッド、ディバトックスの配下として行動する。
プロフェッサー・ロングノーズ(Professor Longnose)
- 初登場話 - 「Alien Rangers of Aquitar Part II」
- 原作での名称 - テング
- 声 - カーク・ソーントン

マスター・ヴァイルの直属の部下である将軍。扇が武器。再生モンスター軍団を率いてエイリアンレンジャーと戦う。自分の強さに絶対の自信を持っており、バトルボーグが現れるや、ショーグンメガゾードを出せと要求して巨大化する。その要求の通りに現れたショーグンメガゾードとバトルボーグと戦い倒される。
パロット・トップ(Parrot Top)
- 初登場話 - 「Alien Rangers of Aquitar Part II」
- 原作での名称 - レプリカカッパ
- 声 - マット・K・ミラー

再生モンスター軍団の一員。左腕が鎌になっている。エイリアンレンジャーと戦った後に巨大化し、バトルボーグと戦うが、ロングノーズが倒されると姿を消す。
- スーツは頭部以外『ビートルボーグ』に登場するマラベックスに流用された。

スロットスカイ(Slotsky)
- 初登場話 - 「Climb Every Fountain」
- 原作での名称 - カネダマ
- 声 - ジミー・シオドア

ビリーが作った年齢に元に戻すための装置から生み出されたモンスター。手からの衝撃波を武器とするほか、右腕を磁石に変化させてエイリアンレンジャーの武器を奪い、それを使って攻撃するが、奪回されて巨大化。バトルボーグと戦って彼らの連携攻撃により倒される。
- 玩具 - 5.5インチのアクションフィギュアが1995年に発売された。
- 資料によっては怪物化したビリーのマシンと表記されている。

バーバリック・ブラザーズ(Barbaric Brothers)
- 初登場話 - 「The Alien Trap」
- 原作での名称 - シュテンドウジ兄弟

兄のメリックと弟のエリックからなる双子のモンスター。普段は剣を武器とするが、巨大化時には鎧を装備し兄はドリルを、弟はチェーンソーを武器とする。エイリアンレンジャーを倒すべく、彼らが生きるために必要な水に毒を混入させる目的で送り込まれる。エイリアンレンジャーが回復するやいなや巨大化。巨大化してからは連携しつつ戦うが、兄共々ショーグンメガゾードに倒され、抱き合いながら爆発する。
- 玩具 - メリックは8インチ、エリックは5.5インチのアクションフィギュアが1995年に発売された。

ブラットボーイ(Bratboy)
- 初登場話 - 「Attack of the 60' Bulk」
- 原作での名称 - ザシキワラシ（強化）
- 声 - ポール・シュリアー

バルクがモンスターに変えられた姿で、両腕と眼から光線を放つ。エイリアンレンジャーと戦いからかわれた末に巨大化。スカルの呼びかけで元に戻ったのち、リタとゼッドによって再びブラットボーイにされるが、命令に従わなかったため、バルクに戻される。『パワーレンジャー・ジオ』では別個体がマシン・エンパイアの部下として登場。
ウィッチブレイド(Witchblade)
- 初登場話 - 「Water You Thinking?」
- 原作での名称 - アミキリ
- 声 - ウェンディー・リー

ゼッドの古い知人である魔女。巨大な爪が武器。単独行動を取っていたセストロを襲い戦う。他のレンジャーが駆けつけたため巨大化するが、エイリアンレンジャーが操作するショーグンメガゾードに倒される。
アラクノフィエンド(Arachnofiend)
- 初登場話 - 「Along Came a Spider」
- 原作での名称 - ツチグモ
- 声 - ジュリー・マッダレーナ

ゼッドが生み出した蜘蛛のモンスター。ビリーを糸で拘束して捕らえ、彼を救出しに来たエイリアンレンジャーと戦い、巨大化するが倒される。彼女が倒されるとビリーを拘束していた糸も消滅する。
原典では男性だったが、本作品では女性として扱われている。
名称不明の戦闘員
- 原作での名称 - ドロドロ

玩具CMのみのキャラクター。
スティーミー・ミーニー(Steamy Meany)
- 原作での名称 - エンラエンラ

玩具のみのキャラクター。
- 玩具 - 5.5インチのアクションフィギュアが1995年に発売された。

カルシファイヤー(Calcifire)
- 原作での名称 - イッタンモメン

玩具のみのキャラクター。
- 玩具 - 8インチのアクションフィギュアが1995年に発売された。

サイレント・ナイト(Silent Knight)
- 原作での名称 - 白面郎（鎧）

玩具のみのキャラクター。
- 玩具 - 8インチのアクションフィギュアが1995年に発売された。